# Rue du Crucifix
Pour les articles homonymes, voir Rue du Petit-Crucifix.
La rue du Crucifix (en occitan : carrièra del Crucific) est une voie de Toulouse, chef-lieu de la région Occitanie, dans le Midi de la France.

## Situation et accès

### Description
La rue du Crucifix est une voie publique. Elle se trouve dans le quartier Saint-Cyprien, dans le secteur 2 - Rive gauche. Elle naît perpendiculairement à la rue Charles-Viguerie. Elle est longue de 66 mètres et orientée au sud-est. Elle se termine au carrefour de la rue des Novars.
La chaussée compte une seule voie de circulation automobile en sens unique de la rue Charles-Viguerie vers la rue des Novars. Elle est définie comme une zone de rencontre et la vitesse y est limitée à 20 km/h. Il n'existe pas de piste, ni de bande cyclable, quoiqu'elle soit à double-sens cyclable sur toute sa longueur.

### Voies rencontrées
La rue du Crucifix rencontre les voies suivantes, dans l'ordre des numéros croissants :
1. Rue des Novars
2. Rue Charles-Viguerie

## Odonymie
En 1840, la rue prit son nom actuel, qui lui vient d'un crucifix qui se trouvait sur une maison à l'entrée de la rue (emplacement de l'actuel no 2). Elle n'était, jusqu’au XVIIe siècle, qu'une rue sans nom, désignée désormais comme la rue Tripières, comme la rue voisine (actuelle rue Charles-Viguerie) : ce nom rappelle la présence d'abattoirs, ainsi que de bouchers et de tripiers (tripièrs en occitan). Au XVIIIe siècle, elle prit le nom d'une autre rue (actuelle rue des Novars) et fut le « coin » ou la ruelle de Navarre. En 1794, pendant la Révolution française, elle devint la rue Loyauté, mais elle ne le conserva pas.